# Güija
Güija je jezero ve Střední Americe, na hranici mezi Guatemalou a Salvadorem. Rozloha jezera je 45 km², z toho 32 km² v Salvadoru (departement Santa Ana) a 13 km² v guatemalském departementu Jutiapa. Jezero a nejbližší okolí bylo vyhlášeno ramsarským mokřadem i biosférickou rezervací UNESCO. Na severním břehu se nachází salvadorský národní park San Diego, San Felipe Las Barras s porostem tropického střídavě vlhkého lesa.
Jezero vzniklo zahrazením údolí lávou ze sopek San Diego, Vega de la Caña, Másatepeque a následným zatopením nížiny vodou. Nejdůležitější přítoky do jezera jsou řeky Ostúa, Angue a Cusmapa. Z jezera odtéká 8 km dlouhá řeka Desagüe, která ústí do Lempy.
Na jezeře je provozován rybolov - mezi nejdůležitější komerční ryby patří kančík managujský (Parachromis managuensis), tlamoun nilský (Oreochromis niloticus) a ryby Amphilophus macracanthus a Atherinella guija.